# Bembecia blanka
Bembecia blanka is een vlinder uit de familie wespvlinders (Sesiidae), onderfamilie Sesiinae.
Bembecia blanka is voor het eerst wetenschappelijk beschreven door Špatenka in 2001. De soort komt voor in het Palearctisch gebied.